# Доваторівка
Доваторівка (рос. Доваторовка) — селище Черняховського району, Калінінградської області Росії. Входить до складу Каменського сільського поселення.
Населення —  535 осіб (2015 рік). 

## Населення
| 2002 | 2010 |
| ---- | ---- |
| 530  | ↗535 |